# Jean Cuspinien
Jean Cuspinien, en latin Johannes Cuspinianus, de son vrai nom Johannes Spießheimer, né en décembre 1473 à Schweinfurt en Basse-Franconie, mort le 19 avril 1529 à Vienne, est un humaniste allemand, médecin, historien et poète, et également administrateur et diplomate au service des empereurs Maximilien Ier et Charles Quint.

## Biographie
Il fit ses premières études dans la Lateinschule de sa ville natale et dans les universités de Leipzig et de Wurtzbourg avant de se rendre en 1492 à Vienne. Le 7 décembre 1493, il reçut une couronne de lauréat d'un concours de poésie des mains de l'empereur Maximilien Ier pour un poème célébrant saint Léopold d'Autriche. De 1494 à 1499, il suivit un cursus de médecine : à Mayence, Heidelberg, Ingolstadt en 1495/96, puis à nouveau à l'Université de Vienne, tout en enseignant à la Bürgerschule attenante à la cathédrale Saint-Étienne. Dès cette époque, ses leçons sur les écrivains latins de l'Antiquité (Virgile, Horace, Cicéron, Salluste) attirèrent l'attention. En 1497, il fut avec son compatriote et ami Conrad Celtes (originaire de Wipfeld, près de Schweinfurt) membre fondateur de la Sodalitas litteraria Danubiana. En 1499, il devint professeur à l'université, et en 1500 fut élu recteur.
Proche de l'empereur Maximilien Ier, il fut nommé par lui, en 1501, « superintendant » de l'université. Le souverain lui ouvrit aussi sa bibliothèque et les archives de la maison de Habsbourg pour ses travaux d'historiographe. Après la mort de Conrad Celtes, dont il prononça l'oraison funèbre (1508), il fut la principale figure de l'humanisme à Vienne, assumant un enseignement de rhétorique et de poésie à l'université. À partir de 1510, il remplit plusieurs missions diplomatiques en Hongrie, en Bohème et en Pologne. En 1515, il fut nommé Stadtsyndikus de Vienne.
En 1510, il fit construire sur la Singerstraße une maison qui existe toujours, avec une plaque. Il réunit une bibliothèque d'humaniste de 636 volumes. À sa mort, il fut inhumé dans la cathédrale Saint-Étienne où l'on peut voir son tombeau.

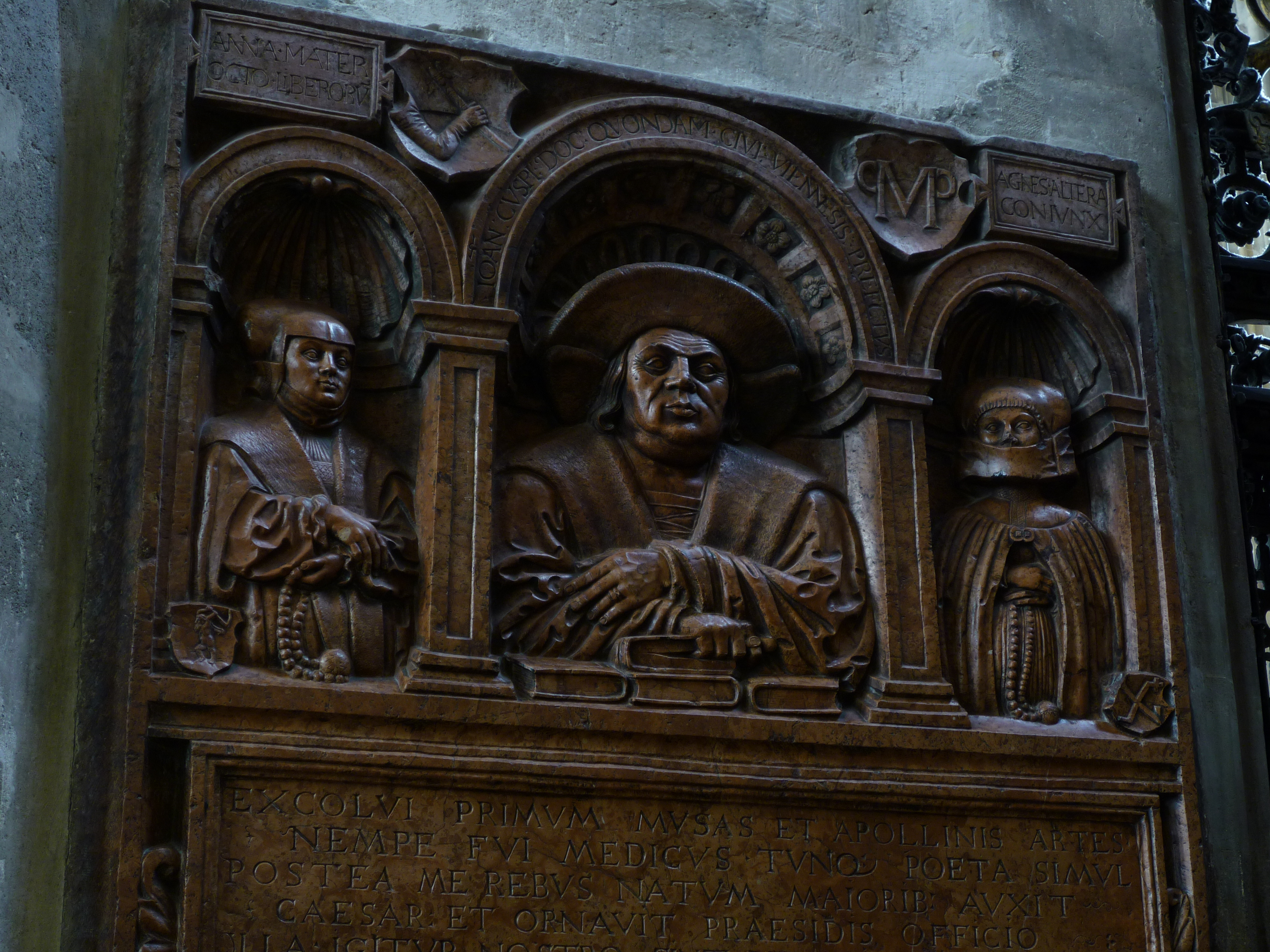
Monument de Cuspinien dans la cathédrale Saint-Étienne

## Œuvre
Il a été l'éditeur de plusieurs textes importants des littératures antique et médiévale : le Liber Hymnorum de Prudence (édition réalisée vers 1494, en collaboration avec Johannes Krachenberger, chez l'imprimeur Johannes Winterburger) ; le De situ orbis de Priscien (Ibid., vers 1495) ; la Descriptio orbis terræ d'Avienus (Ibid., 1508) ; l'Épitomé de Florus (Ibid., 1511) ; le Lapidaire de Marbode de Rennes (chez Hieronymus Vietor, 1511) ; la Chronique d'Othon de Freising (Strasbourg, chez Mathias Schurer, 1515). D'autre part, il a abondamment annoté le Breviarium de Sextus Rufus et la Chronique de Cassiodore, et découvert dans la bibliothèque impériale une liste consulaire appelée depuis les Fasti Vindobonenses, travaux qui ont été l'objet d'une édition par Nicolas Gerbel à Bâle en 1553 (Johannis Cuspiniani... De consulibus Romanorum commentarii, ex optimis vetustissimisque auctoribus collecti...).
Il est lui-même l'auteur d'ouvrages historiques en latin : le De Cæsaribus et imperatoribus Romanis a Julio Cæsare ad Maximilianum primum, histoire des empereurs romains, byzantins et germaniques (ouvrage composé dans les années 1512-22, publié à Strasbourg par Nicolas Gerbel en 1540, avec une biographie de Cuspinien, dont Gerbel avait suivi les cours) ; un ouvrage sur l'histoire de l'Autriche intitulé Austria, sive Commentarius de rebus Austriæ a Leopoldo, anno 933, ad Ferdinandum primum (publié à Bâle en 1553) ; également le De Turcarum origine, religione, ac immanissima eorum in christianos tyrannide (ouvrage composé dans les années 1520, au moment des conquêtes de Soliman le Magnifique en Europe centrale, extrait en fait du De Cæsaribus, publié à Anvers en 1541) et deux appels contre les Turcs (Commonefactio ad Leonem X papam et ad christianos principes et Oratio protreptica ad bellum Turcicum rédigée après la bataille de Mohács). D'autre part, on conserve de lui un bref journal des années 1502-27, plutôt une chronologie (publié par Theodor Georg Karajan dans le tome I de la série Scriptores des Fontes rerum Austriacarum, Vienne, Académie impériale, 1855, p. 397-416), et un compte-rendu intitulé Diarium (Johannis Cuspiniani) præfecti urbis Viennensis de congressu Cæsaris Maximiliani Augusti et trium regum Hungariæ, Boemiæ et Poloniæ, etc. sur la rencontre de juillet 1515, à Vienne, entre Maximilien Ier et les rois de la famille Jagellon. Il a laissé aussi de la poésie et une correspondance.
Une édition générale de ses œuvres fut publiée à Francfort, en 1601, par Wolfgang Hunger (avec notamment le De Cæsaribus, l'Austria et les Fasti consulares).

## Peinture
En 1502, Lucas Cranach l'Ancien peignit en diptyque les portraits de mariage de Jean Cuspinien et de sa première femme Anna Putsch (Winterthour, Musée Oskar Reinhart « Am Römerholz »). En 1520, Bernhard Strigel fit un portrait de groupe de la famille Cuspinien : l'humaniste (identifié comme Zébédée), sa seconde femme Agnes Stainer (identifiée comme Marie Salomé), et les deux fils de son premier mariage, Sebastian Felix et Nikolaus Chrysostomus (identifiés comme Jacques et Jean) (tableau conservé au château de Kreuzenstein).